# Милчо Радев
Милчо Янков Радев е български лекар, писател и литературен редактор. Сочен е от критиците като един от майсторите на градския разказ. По една от най-четените и преиздаваните му книги „По тротоара“ е създаден едноименен филм.

## Биография
Роден е на 4 април 1925 година в Дупница. Завършва медицина през 1955 година и до 1958 година е лекар в Профсъюза на миньорите и в здравен пункт на софийската текстилна фабрика „Емил Марков“ от 1959 до 1960 година. Сътрудничи на литературния и периодичния печат. През 1962 година е редактор в списание „Здраве“.
Между 1964 и 1970 година е член на редакционната колегия на вестник „Литературен фронт“, където завежда отдел „Изкуство“. От 1970 до 1973 година е главен редактор в Студията за игрални филми към Българската кинематография. От 1973 е редактор, а през 1975 – 1978 година – завеждащ редактор, в издателство „Български писател“. От 1978 г. до 1988 г. ръководи отдел в списание „Съвременник“.
Член на Съюза на българските писатели и Съюза на българските журналисти.
Автор е на книгите:
- 1960 – „По тротоара“ (издателство „Народна младеж“),
- 1966 – „Събота вечер“ (издателство „Народна младеж“),
- 1969 – „Улица „Шипка“ (издателство „Български писател“),
- 1974 – „Вчера отново“ (издателство „Български писател“),
- 1976 – „Скици с молив“ (издателство „Български писател“),
- 1978 – „Снимка в рамка“ (издателство „Български писател“),
- 1979 – „Верига или … паяжина“ (издателство „Български писател“),
- 1983 – „На третия етаж, на последния“ (издателство „Български писател“),
- 1985 – „Избрани произведения в 2 тома“ (издателство „Български писател“),
- 1986 – „Далечните прозорци на ул. „Луи Леже“ (издателство „Български писател“),
- 1989 – „Разумната Моника“ (издателство „Български писател“),
- 1995 – „Теди, чехкинчето и Джон“ (издателство „Христо Ботев“).

Книгите му са превеждани на полски, румънски, словашки, чешки, английски, сърбохърватски, унгарски и турски език.
Умира на 24 април 1995 г. Негова паметна плоча е поставена на фасадата на къщата, в която е живял в София, на адрес ул. „Уилям Гладстон“ № 48.